# Machadocepheus pauliani
Machadocepheus pauliani är en kvalsterart som beskrevs av Balogh 1962. Machadocepheus pauliani ingår i släktet Machadocepheus och familjen Carabodidae. Inga underarter finns listade i Catalogue of Life.